# 감비아의 경제
감비아의 경제는 농업에 크게 의존하고 있다. 감비아에는 중요한 광물이나 다른 천연자원이 없으며 농업 기반이 제한되어 있다. 인구의 약 75%가 농작물과 가축에 의존해 생계를 유지하고 있다. 소규모 제조 활동은 땅콩, 생선, 동물 가죽을 가공하는 것을 특징으로 한다.
단기적인 경제 발전은 여전히 해외 원조와 국제 통화 기금(IMF)의 기술 지원 및 조언에 의해 전달된 책임 있는 정부 경제 운용에 크게 의존하고 있다.

## 경제사

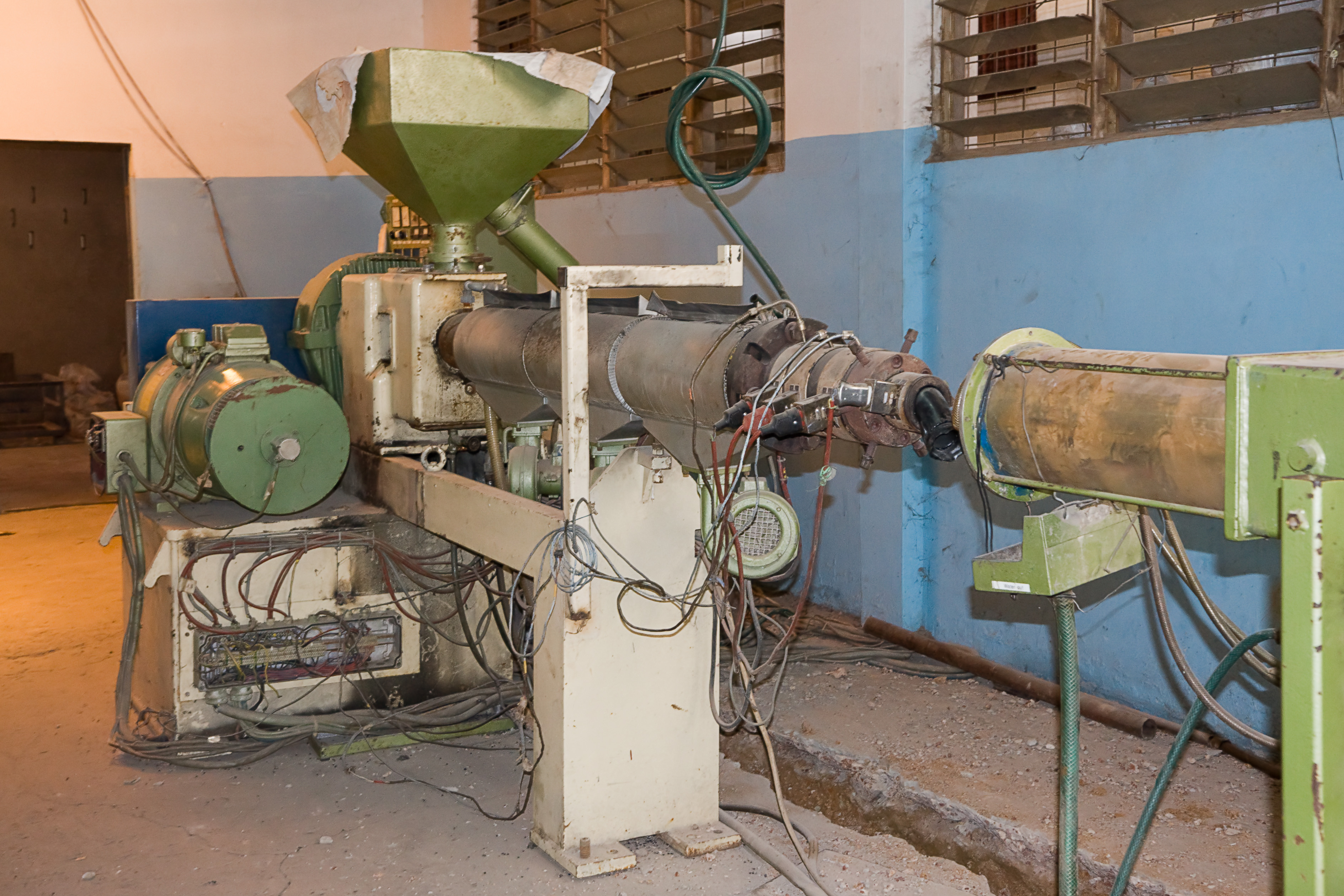
파이프 압출 공장

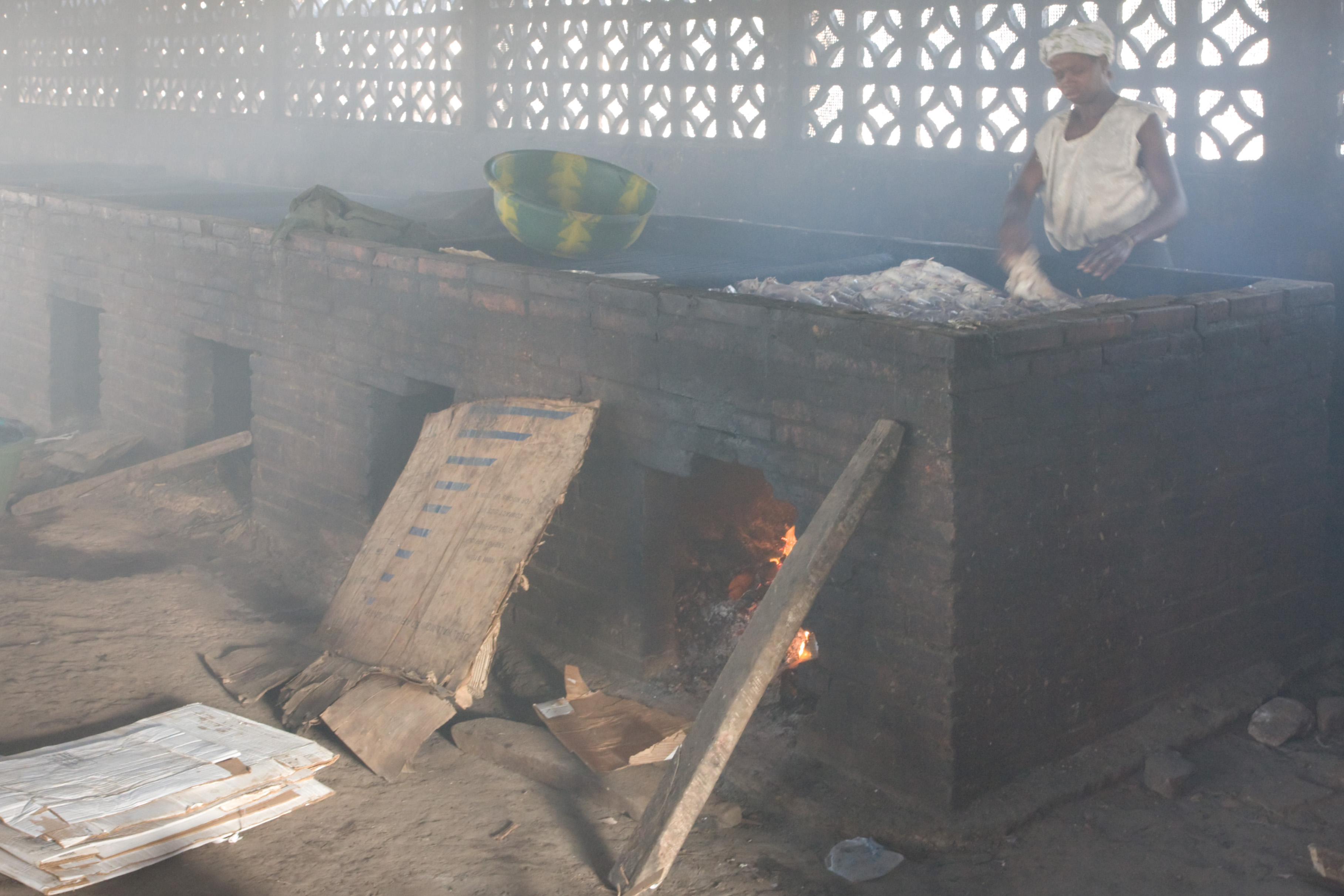
훈제 생선 사업

감비아의 현재 1인당 GDP는 1970년대에 23.3%의 최고 성장률을 기록했다. 경제성장률은 1980년대에 8.30%, 1990년대에 5.20% 더 둔화되었다.
통상 재수출 무역이 경제 활동의 주요 부분을 차지하지만, 1994년 1월 CFA 프랑의 50% 평가 절하는 세네갈 상품의 경쟁력을 높이고 재수출 무역에 타격을 주었다. 감비아는 1994년 7월 군부의 인수에 대한 대응으로 감소된 이후 관광업계의 반등 효과를 보고 있다.

## 경제 부문

### 농업
농업은 국내총생산(GDP)의 23%를 차지하며 노동력의 75%를 고용한다. 농업에서 땅콩 생산은 GDP의 5.3%를 차지하며, 기타 작물은 8.3%를 차지하며, 가축은 4.4%를 차지하며, 어업은 1.8%를 차지하며, 임업은 0.5%를 차지한다.

### 산업
산업은 GDP의 12%를 차지하고 제조업은 GDP의 6%를 차지한다. 제한된 양의 제조는 주로 농업에 기반을 두고 있다(예: 땅콩 가공, 베이커리, 양조장 및 무두질 공장). 기타 제조 활동으로는 비누, 청량 음료, 의류 등이 있다. 서비스는 GDP의 19%를 차지한다.

### 관광업
감비아의 관광은 크게 세 갈래로 나뉜다. 뜨거운 기후와 멋진 해변을 이용하여 휴가를 찾는 전통적인 태양이 있다. 감비아는 또한 쉽게 접근할 수 있고 화려한 조류 동물군을 볼 때 많은 유럽 조류의 첫 아프리카 여행지이기도 하다. 또한 상당수의 아프리카계 미국인들이 노예 무역 기간 동안 많은 아프리카인들이 끌려간 이 나라에 뿌리를 두고 있다.
관광철은 북반구 겨울인 건기이다.

## 무역
1999 회계연도에 영국과 다른 유럽 연합 국가들은 감비아의 주요 국내 수출 시장으로 전체 수출의 86%를 차지했다. 이어 아시아가 14%, 아프리카가 8%로 뒤를 이었다.
영국 등 유럽 연합 국가(독일, 프랑스, 네덜란드, 벨기에)가 주요 수입국으로 전체 수입의 60%를 차지했고 아시아가 23%, 아프리카가 17%로 뒤를 이었다. 감비아는 수출의 11%, 수입의 14.6%를 미국에서 재수출한다.

## 같이 보기
- 유엔 아프리카 경제 위원회